# 松嶋まりな
松嶋 まりな（まつしま まりな、1980年12月24日 - ）は、日本のAV女優、グラビアモデル。身長：156cm、スリーサイズはB105（アンダー70J）・W59・H88m。

## 略歴
東京都出身。2001年、『爆乳DNA』でクリスタル映像からAVデビュー。

## 作品
- 爆乳DNA（2001年、クリスタル映像）
- A級乳犯 松嶋まりな（2001年、クリスタル映像）
- A級乳犯 DX2（2001年8月31日、クリスタル映像）
- 爆乳シンドローム（2001年10月20日、クリスタル映像）
- 松嶋まりな　Re-MIXスペシャル（2001年12月14日、クリスタル映像）『爆乳DNA』『A級乳犯』『爆乳シンドローム』を収録
- FETISH QUEEN（2003年10月17日、アリスJAPAN）
- フェチアングル巨乳（2003年11月28日、TMA）
- 制服爆乳痴女（2003年12月19日、TMA)
- 爆乳ハードコアSEX（2004年1月16日、TMA)
- BONDAGE DOLL 8 FETISH DIVA（2004年4月6日、シネマジック）
- 松嶋まりな BONDAGE DOLL（2004年7月23日、シネマジック）
- FETISH FANTASIES（2004年11月26日、クリスタル映像）
- THE NON STOP 松嶋まりな（2004年、TMA）『巨乳フェチアングル』『爆乳制服痴女』『爆乳ハードコア』を編集。
- ノーカット 松嶋まりな（2012年9月1日、NIRVANA）

## イメージビデオ
- DIX　ディス（2002年、心交社）
- FETISH  Sleepless Night（2003年、心交社）
- BODY TALK　BIG BUST&BIG BUTT／松嶋まりな＆ミカ（2005年、心交社）
- BUST LANGUAGE（2005年、オルスタック・ピクチャーズ）
- BREASTRANNCE（2006年、オルスタック・ピクチャーズ）